# Gottfried VI. (Ziegenhain)
Gottfried VI. von Ziegenhain (* 1262; † 30. November 1304) aus dem Geschlecht der Grafen von Ziegenhain war von 1272 bis zu seinem Tod Graf von Ziegenhain.

## Herkunft
Gottfried war der einzige Sohn des Grafen Gottfried V. († 1272) von Ziegenhain und Nidda zu Ziegenhain und dessen Frau Hedwig von Castell († nach 1291), Tochter des Grafen Heinrich I. von Castell. Er hatte drei Schwestern: Hedwig, Jutta und Berta.

## Graf von Ziegenhain
Gottfried war beim Tod seines Vaters erst 10 Jahre alt und regierte daher zunächst unter der Vormundschaft seiner Mutter. Deren wichtigste Amtshandlung in ihren ersten Regentschaftsjahren war die Verlobung ihres Sohnes mit der damals siebenjährigen Mechthild, der zweiten Tochter des Landgrafen Heinrich I. von Hessen. Der im November 1274 geschlossene Vertrag enthielt, wie bei Heiraten zwischen vermögenden Häusern üblich, sehr detaillierte Angaben zu den Besitzrechten und -übertragungen, die beim Eintritt verschiedener Todesfälle verbindlich werden sollten. Die Heirat selbst wurde acht Jahre später, im Jahre 1282 gefeiert, nachdem die junge Mechthild volljährig geworden war.
Wie seine Vorgänger und seine Nachfolger, so musste sich auch Gottfried VI. im Spannungsfeld zwischen zwei mächtigeren und miteinander ringenden Nachbarn behaupten, die ihn einerseits als Verbündeten gebrauchen konnten, andererseits seine Grafschaft aber auch gerne ihrem eigenen Herrschaftsbereich einverleibt hätten. Beim Balancieren – zunächst unter der vormundschaftlichen Regentschaft seiner Mutter, dann in eigener Verantwortung – auf dem engen Grat zwischen den beiden geriet er allerdings gelegentlich in Schwierigkeiten, wenn er zu sehr lavierte.
Im März 1278 gelobten Hedwig von Ziegenhain und ihr Sohn Gottfried VI. als Burgmannen von Amöneburg, Erzbischof Werner von Mainz und seiner Kirche gegen Landgraf Heinrich – per Verlobungsvertrag von 1274 Gottfrieds zukünftiger Schwiegervater – mit Rat und Tat beistehen zu wollen. Als Erzbischof Werner dann im Frühjahr 1280 gegen den Landgrafen ins Feld zog, war Gottfried als sein Bundesgenosse mit Mann und Ross dabei. Der Feldzug wurde jedoch zum Desaster: Bei Fritzlar besiegte ein Landsturmheer Heinrichs die Truppen des Erzbischofs und seiner Verbündeten so entscheidend, dass der Erzbischof zu für Hessen äußerst günstigen Bedingungen Frieden schließen musste. Mit Gottfried schloss der Landgraf erst 1282 Frieden, vier Monate nach der Hochzeit des Grafen mit des Landgrafen Tochter. Selbst dann dauerte es noch bis zum 29. Juni 1283, bis sich die beiden endgültig über ihre noch ausstehenden Streitigkeiten einigten, insbesondere auch über die von Heinrich wegen der ziegenhainischen Unterstützung für Kurmainz schon 1273 zerstörte ziegenhainische Burg in Gemünden an der Straße, und sich gleichzeitig gegenseitige Hilfe gegen jedermann außer gegen das Reich gelobten.
Als Gottfried sich im Juli 1291 von Erzbischof Gerhard II. erneut als mainzischer Burgmann in Amöneburg verpflichten ließ – für 150 Mark Aachener Denare bis nächsten Martinstag zahlbar oder 15 Mark jährlicher Einkünfte – war er vorsichtiger geworden: der Vertrag schloss Unterstützung und Burgenöffnung gegen Landgraf Heinrich ausdrücklich aus.
Am 5. Juni 1288 kämpfte Gottfried, wie auch Graf Otto I. von Waldeck, der mit Sophie, der ältesten Tochter des Landgrafen Heinrich I. verheiratet war, während des Limburger Erbfolgestreits auf der Seite von Herzog Johann I. von Brabant in der Schlacht bei Worringen gegen den Kölner Erzbischof Siegfried von Westerburg; die Niederlage und Gefangennahme des Erzbischofs beendeten das Expansionsstrebens der Kölner Erzbischöfe.
Welche Bewandtnis es mit einem Sieg Gottfrieds über "die Westphelinge" in einer Schlacht bei Geismar (wohl Hofgeismar) im Herbst 1293 hat, ist nicht recht klar. Möglicherweise handelte Gottfried als Verbündeter oder Feldhauptmann des Erzbischofs Gerhard oder des Landgrafen Heinrich bei einem Einfall von Truppen des Herzogs Albrecht II. von Braunschweig-Göttingen in umstrittenes Gebiet am Reinhardswald, denn Erzbischof und Landgraf hatten sich am 31. Januar 1293 gegen den Herzog verbündet.
Trotz Verträgen, Abmachungen und Lehensbeziehungen mit Mainz kam es doch auch wiederholt zu Streit. So wird am 29. September 1297 bekundet, dass aller Zwist, den Gottfried und seine Frau Mechthild mit Erzbischof Gerhard II. seit dessen Amtsantritt hatten, geschlichtet sei. Zur Sühne trugen sie dem Erzbischof ihre Dörfer Frankenhain, Schönau und Treisbach als Burglehen auf, und Gottfried verpflichtete sich zur Hilfe und zur Öffnung seiner Burgen.
Auch mit Landgraf Heinrich, seinem Schwiegervater, geriet Gottfried wieder über Kreuz, als dessen Sohn Otto, Gottfrieds Schwager, im Jahre 1302 beim Bekanntwerden einer schweren Erkrankung seines Vaters voreilig dessen Tod verkünden und sich in Teilen Niederhessens huldigen ließ. Am 25. Mai 1302 schloss Otto auf der Burg Rauschenberg eine Vereinbarung mit Gottfried bezüglich des Erbteils seiner Schwester Mechthild, einer Verpfändung der Burg Merlau an Gottfried, Gottfrieds Recht zum Wiederaufbau der von Ottos Vater zerstörten Burg in Gemünden an der Straße (Burg-Gemünden), und Gottfrieds Zusage, Otto bis zur Beendigung des Erbfolgekrieges gegen seinen Halbbruder Johann, den designierten Landgrafen von Niederhessen, und seine Stiefmutter Mechtild von Kleve beizustehen. Als Landgraf Heinrich schon bald wieder genas und seinen unbotmäßigen Sohn zur Unterwerfung zwang, fand Gottfried sich somit im falschen Lager.

## Ehe und Nachkommen
Gottfried war spätestens ab 25. Juni 1282 verheiratet mit Mechthild (* um 1267, † 1332) von Hessen, einer Urenkelin der heiligen Elisabeth und Tochter des hessischen Landgrafen Heinrich I. Der Ehe entstammten die namentlich bekannten Kinder:
- Hedwig (1323 bis 1355 erwähnt), ⚭ Graf Poppo II. von Eberstein († 1329)[12]
- Eilika (1304 bis 1361 erwähnt), Äbtissin von Altenberg
- Adelheid (1315, 1321 erwähnt), ⚭ Graf Heinrich II. von Rieneck
- Johann († 15. Dezember 1359), ab 1304 Graf von Ziegenhain, ab 1333 auch Graf von Nidda
- Otto (* um 1304, † 31. März 1366), Kanoniker, Domherr zu Mainz und zu Köln, 1333–1366 Propst des Petristifts in Fritzlar
- Heinrich (von Rauschenberg, 1330 erwähnt)[13]

Gottfrieds Erbe und Nachfolger als Graf von Ziegenhain war sein Sohn Johann, der erstmals im Jahre 1304, dem Todesjahr seines Vaters, urkundlich erwähnt ist. Johann war zu diesem Zeitpunkt noch minderjährig, und bis 1309, als sie eine zweite Ehe mit Philipp III. von Falkenstein-Münzenberg einging, erscheint seine Mutter Mechthild in Urkunden als Regentin vor oder neben ihm.